# Prepetydyna
Prepetydyna, petydyny półprodukt A – organiczny związek chemiczny, prekursor petydyny objęty Jednolitą konwencją o środkach odurzających z 1961 roku. W Polsce jest w grupie I-N Ustawy o przeciwdziałaniu narkomanii.